# Porcellio ancararum
Porcellio ancararum es una especie de crustáceo isópodo terrestre de la familia Porcellionidae.

## Distribución geográfica
Es endémica de Lanzarote (España).